# Дорожное (Джанкойский район)
Доро́жное (укр. Дорожнє, крымскотат. Dorojnoye, Дорожное) — посёлок в Джанкойском районе Республики Крым, входит в состав Кондратьевского сельского поселения (согласно административно-территориальному делению Украины — Кондратьевского сельского совета Автономной Республики Крым).

## Население
| 2001 | 2014 |
| ---- | ---- |
| 22   | ↘7   |

### Динамика численности
- 1915 год — 5 чел.[9]
- 1926 год — 9 чел.[10]
- 2001 год — 22 чел.[11]
- 2009 год — 26 чел.[12]
- 2014 год — 7 чел.[13]

## Современное состояние
На 2017 год в Дорожном числится 1 улица — Разъезд 10 км; на 2009 год, по данным сельсовета, село занимало площадь 3 гектара на которой, в 6 дворах, проживало 26 человек.

## География
Дорожное — крохотный посёлок в центре района, на 9 километре железнодорожной линии Джанкой — Феодосия. Ближайшие сёла: Новая Жизнь в 2,5 км на север и Кондратьево в 0,8 км на восток, в посёлке находится железнодорожная станция Разъезд 10 км (на линии Джанкой — Феодосия), высота над уровнем моря — 19 м. Расстояние до райцентра — около 17 километров (по шоссе).

## История
Поселение возникло при строительстве железнодорожной ветки на Феодосию, как пункт обслуживания дороги, относилась к Тотанайской волости Перекопского уезда. По Статистическому справочнику Таврической губернии. Ч.II-я. Статистический очерк, выпуск пятый Перекопский уезд, 1915 год, в железнодорожная будка на 11-й версте числился 1 двор с населением в количестве 5 человек приписных жителей.
После установления в Крыму Советской власти, по постановлению Крымревкома от 8 января 1921 года № 206 «Об изменении административных границ» была упразднена волостная система и в составе Джанкойского уезда (преобразованного из Перекопского) был создан Джанкойский район. В 1922 году уезды преобразовали в округа. 11 октября 1923 года, согласно постановлению ВЦИК, в административное деление Крымской АССР были внесены изменения, в результате которых округа были ликвидированы, основной административной единицей стал Джанкойский район и селение включили в его состав. Согласно Списку населённых пунктов Крымской АССР по Всесоюзной переписи 17 декабря 1926 года, в Немецко-Джанкойском сельсовете Джанкойского района значилась Будка железнодорожная на 7 км по линии Джанкой — Феодосия, при которой числился 1 двор и 9 жителей: 1 русский и 8 украинцев. Постановлением ВЦИК РСФСР от 30 октября 1930 года был создан Биюк-Онларский район (указом Президиума Верховного Совета РСФСР № 621/6 от 14 декабря 1944 года переименованный в Октябрьский), теперь как немецкий национальный, в который включили село. Постановлением Президиума КрымЦИКа «Об образовании новой административной территориальной сети Крымской АССР» от 26 января 1935 года был создан немецкий национальный Тельманский район (с 14 декабря 1944 года — Красногвардейский) и село включили в его состав..
После освобождения Крыма от фашистов в апреле, 12 августа 1944 года было принято постановление № ГОКО-6372с «О переселении колхозников в районы Крыма» по которому в район из областей Украины и России переселялись семьи колхозников, а в начале 1950-х годов последовала вторая волна переселенцев из различных областей Украины. С 25 июня 1946 года в составе Крымской области РСФСР, а 26 апреля 1954 года Крымская область была передана из состава РСФСР в состав УССР. Время присвоения Дорожному названия и статуса посёлка пока не установлено: на 15 июня 1960 года оно уже фигурировало. 1 января 1965 года, указом Президиума ВС УССР «О внесении изменений в административное районирование УССР — по Крымской области», Дорожное вновь включили в состав Джанкойского района. В 1970 году Дорожное вошло в состав Рощинского сельсовета, с 1978 года — в составе Кондратьевского. С 12 февраля 1991 года село в восстановленной Крымской АССР, 26 февраля 1992 года переименованной в Автономную Республику Крым. С 21 марта 2014 года в составе Крыма аннексировано Россией.